# アーニー・ガンダーセン
アーニー・ガンダーセン (Arnie Gundersen) は、エネルギー・コンサルティング会社のフェアウィンズ・アソシエーツのチーフ・エンジニアで原子力撤廃論者である。1990年まで原子力産業で働いていた。

## 来歴
奨学金を受けて進学したレンセラー工科大学では原子力工学を専攻し、首席で卒業した。就職当初はミルストーン原子力発電所に4年勤務した。その後、ノースイースト電力に転職した。その後、更に作業員を監督する会社で副社長の地位に就いた。ニューヨーク州で当時の新型原子力発電プラントの設計作業に関わったこともある。米エネルギー省が作成した廃炉手引書の初版で共著者となっているという。
スリーマイル島原子力発電所事故の調査時に、専門家として活動したが、この時は推進側の立場から原子炉の安全性を説くためテレビに出演したこともある。その後、原子力産業に幻滅を感じたが、正しい行動をとればNRCが手を貸してくれると信じ、1990年内部告発を行い、民主、共和の両党に告発文書を送った。民主党は協力的であったが、共和党は当時の雇用先に告発書を回送し、告発者を特定した雇用元は議会と連絡を取った件を名誉棄損として150万ドルの訴訟を起こしてきた。この時はジョン・グレンとジョー・リーバーマンが支援してくれたのだと言う。この時の経験と同様の内部告発者に対しての報復的な取扱いを見て、NRCは原子力業界が内部告発者を訴えても指一本動かさない旨の確信を持つにいたったとされる。表層的には告発者を保護する制度が存在していたが、アーニーを弁護した弁護士からは「（告発者は）一線を越えた。もう後戻りはできない」と言われ、実質的に告発者は（自身を含め）原子力業界で二度と職を得ることが出来なくなると主張している。
その後、業界内で働いていた妻のマーギーの協力を得てフェアウィンズを設立し、家計のため自身もコンサルティングと並行して教職についた。バーモント・ヤンキー原子力発電所の運転に関して様々な問題点を指摘するなど、原子力撤廃よりの立場から活動し、ウェスティングハウス社 (Westinghouse) 製のAP1000の受動安全設計がテロ攻撃に脆弱であるなど疑問を呈している。
自身に対して原子力推進派が過去の経歴を「管理職だったから技術面の知識が無い」「免許を保持している原子炉は小型で実用化されなかったもの」などと中傷していると批判している。

### 福島第一原発事故
2011年3月11日に日本で発生した東日本大震災による津波の影響などにより重大事故を引き起こした福島第一原子力発電所事故に関しても個人的見解を発信し、2012年2月に『福島第一原発 真相と展望』としてまとめた著書を出版した。
福島第一原発の3号機の爆発が1号機の爆発より激しかった事から、3号機の爆発は水素爆発ではなく核爆発（即発臨界）であると主張している。また、ホットパーティクル説を支持しており、それを根拠にプルトニウムの毒性を主張している。